# Акты святейшего патриарха Тихона
«Акты Святейшего Тихона, Патриарха Московского и всея России, позднейшие документы и переписка о каноническом преемстве высшей церковной власти. 1917—1943 гг.» (в первом издании Акты святейшего патриарха Тихона и позднейшие документы о преемстве высшей церковной власти. 1917—1943 гг.) — фундаментальный труд по истории Русской православной церкви первой половины XX века, составленный Михаилом Губониным. Издан Православным Свято-Тихоновским гуманитарным институтом в 1994 году. Название книге дано издателями.
Труд содержит тексты церковных документов Патриарха Тихона, его указы, речи, послания; акты и переписку, посвященные вопросу о каноническом правопреемстве высшей церковной власти с комментариями составителя, а также материалы о репрессиях против духовенства и содержит множество исторических свидетельств, подобранных с целью дать полную и объективную картину событий церковной жизни с момента восстановления Патриаршества.
Книга сразу «стала одним из самых цитируемых церковно-исторических изданий и одновременно — образцом подлинно церковного исторического труда» и положила начало многотомной серии «Материалы по новейшей истории Русской Православной Церкви».

## История создания
Михаил Губонин до последних дней жизни собирал материалы, посвящённые Патриарху Тихону и истории Русской церкви в советский период. Он копировал тексты документов, собирал подробные сведения о жизни патриарха, его указы, речи, послания; акты и переписку, посвящённые вопросу о каноническом правопреемстве высшей церковной власти; материалы о репрессиях против духовенства. Всё это Губонин делал нелегально и с большим риском. После его ареста первая коллекция документов была изъята.
Выйдя на свободу, Михаил Губонин стал собирать материалы заново. Для сохранения максимально полной информации он упоминал документы, тексты которых достать не мог, но имел более или менее надёжные сведения об их существовании и времени написания. Провёл работу по датировке собранных материалов, раскрытию фамилий иерархов. Стремился к максимальной объективности, отказался от избирательного подхода к документам, их обработке, приводил и тексты подложных посланий и писем, если они оказали влияние на взгляды и поведение определённой группы духовенства.
Кроме документов, хранившихся в его архиве в подлиннике, Михаил Губонин широко пользовался книгами протопресвитера Михаила Польского и рукописью диссертации архимандрита Иоанна (Снычёва) «Церковные расколы в Русской Церкви 1920-х и 1930-х годов: григорианский, ярославский, иосифлянский, викторианский и другие. Их особенность и история» (защищена в 1966 году), а также другими опубликованными и неопубликованными источниками, всегда указывая в ссылке под документами их происхождение.
Михаил Губонин представил документы в широком историческом контексте, дал им заголовки, датировал их, сопроводил предисловиями и обширными комментариями, содержавшими важные хронологические и биографические сведения. В его книге, наряду с полностью воспроизведёнными документами, помещены фрагменты документов, цитаты из документов. Он раскрывал все фамилии иерархов, что позволяло избежать путаницы, которая часто встречается в исследованиях.
Объём созданного материала составил около 14 тысяч страниц машинописного текста. Оригинал рукописи состоит из 32 машинописных тетрадок большого формата, сшитых вручную, в которые вклеены подлинные фотографии иерархов, автографы, листовки и другие документы, которые можно условно разделить на две основные категории. К первой относятся газетные и журнальные материалы, ко второй — письма и послания иерархов. Составитель включил в сборник хранившиеся в частных собраниях копии писем, посланий и других материалов.
Как отмечал церковный историк Александр Мазырин: «Время и место составления этого выдающегося сборника все же сказались на его содержании. Возможности, которыми располагал М. Е. Губонин, были достаточно ограниченными. По этой причине некоторые церковные документы (особенно связанные с деятельностью заграничных ветвей Русской Православной Церкви) отсутствуют в „Актах…“ вовсе, часть документов представлена только заголовками, другая часть содержит довольно значительные купюры. В качестве примера можно указать на то, что такой чрезвычайно важный документ, как постановление Священного Синода и Высшего Церковного Совета от 20 ноября 1920 года № 362 (на это постановление впоследствии постоянно ссылался и митрополит Кирилл, и другие представители церковной оппозиции), М. Е. Губонину остался не доступным». Не все периоды в книге отражены одинаково подробно. Так, к периоду с 1935 по 1937 год относятся всего пять документов (всего их в сборнике около 600), причём два из них только упоминаются, а текст отсутствует.

## Публикация
Рукопись сборника «Акты святейшего патриарха Тихона» без разрешения Губонина попала в руки Льва Регельсона, который воспользовался ею, выпустив книгу «Трагедия Русской Церкви: 1917—1945» (Париж, 1977). Посредством этой книги многие важнейшие церковные документы 1920—1930-х годов, собранные Губониным и подробно прокомментированные им, стали известны широкому читателю, хотя часто с диссидентской трактовкой самого Регельсона. Помещая эти материалы, Регельсон не называл фамилии Губонина, а сослался на «Архив-1» (часть собрания Губонина). Не появилась фамилия Губонина и при первом издании «Трагедии Русской Церкви» в России.
Собранные Михаилом Губониным документы по просьбам протоиерея Владимира Воробьёва в формируемый церковно-исторический архив созданного в 1992 году Православного Свято-Тихоновского Богословского Института вместе с ещё рядом других документов. В 1994 году на его основе этих данный был издан сборник документов «Акты Святейшего Тихона, Патриарха Московского и всея России, позднейшие документы и переписка о каноническом преемстве высшей церковной власти», охватывающий 1917—1943 годы. В него включён также неоконченный список всех епархий и правящих архиереев (в том числе обновленческих, раскольнических) за 1917—1946 годы, составленный Губониным совместно с его учеником Пантелеймоном Грюнбергом. Данная публикация положила начало многотомной серии «Материалы по новейшей истории Русской Православной Церкви».
Издатели уточнили неправильно установленное им авторство некоторых документов, в ряде случаев исправили предложенную датировку. Кроме того, в сборник включены некоторые не известные составителю документы и сведения, поступившие в распоряжение редакторов книги. Большую часть таких дополнений предоставил иеромонах Дамаскин (Орловский).
В качестве приложения в книге были приведены краткие биографические справки видных церковных священнослужителей и архиереев, были доработаны некоторые иллюстрации, в частности — схема канонического преемства высшей церковной власти.